# William J. Hall
William Joel Hall (* 13. April 1926 in Berkeley, Kalifornien; † 9. Juni 2020 in Urbana, Illinois) war ein Professor für Bauingenieurwesen an der University of Illinois at Urbana-Champaign (UIUC).
Hall wuchs in Kalifornien auf und studierte ab 1943 an der University of California, Berkeley, diente im Pazifik in der US-Handelsmarine und setzte nach dem Zweiten Weltkrieg sein Ingenieursstudium an der University of Kansas fort mit dem Bachelor-Abschluss 1948. Nach zwei Jahren bei einem Pipeline-Hersteller setzte er sein Studium an der UIUC fort mit dem Master-Abschluss 1951 und der Promotion 1954. Er wurde Professor am UIUC, leitete dort 1984 bis 1991 die Fakultät für Bauingenieurwesen und wurde 1993 emeritiert.
Er war am Entwurf der Trans-Alaska-Pipeline beteiligt und vielen Kernreaktoren und Schutzeinrichtungen für das US-Verteidigungsministerium (zum Beispiel für Raketen und Kernmaterial). Er befasste sich mit Stahlbau, erdbebensicherem Bauen und Schutzkonstruktionen gegen Stosswellen.
Er war Mitglied der National Academy of Engineering. 1984 erhielt er die Nathan M. Newmark Medal, 1992 die Norman Medal. Er erhielt 1998 die George W. Housner Medal des Earthquake Engineering Research Institute und war Distinguished Member der ASCE.

## Schriften
- mit Russell Green: An overview of selected seismic hazard analysis methodologies, UIUC 1994